# Subphylum
Il subphylum (pl.: subphyla) è una categoria tassonomica, utilizzata in biologia per la classificazione scientifica delle forme di vita, rappresentante un taxon gerarchicamente inferiore al phylum e superiore alla classe. In zoologia viene spesso usato come sinonimo il termine sottotipo, mentre in botanica la tradizione vuole la sua sostituzione con la parola sottodivisione.
Nella classificazione delle piante e delle alghe, il nome di un subphylum è identificabile grazie al suffisso -phytina. Nel regno dei funghi si aggiunge invece il suffisso -mycotina. Per il regno animale non esiste una precisa convenzione di nomenclatura (Crustacea, Uniramia, Vertebrata etc.)